# Ariadna insulicola
Ariadna insulicola är en spindelart som beskrevs av Takeo Yaginuma 1967. Ariadna insulicola ingår i släktet Ariadna och familjen sexögonspindlar. Inga underarter finns listade i Catalogue of Life.